# Сакатово
Сакатово (баш. Саҡат) — деревня в Бакалинском районе Республики Башкортостан Российской Федерации. Входит в состав Камышлытамакского сельсовета.
Статус деревня с 2007 года.

## География

### Географическое положение
Расстояние до:
- районного центра (Бакалы): 23 км,
- центра сельсовета (Камышлытамак): 2 км,
- ближайшей ж/д станции (Туймазы): 56 км.

## История
До 2007 года статус село сменен на деревня, согласно Закону Республики Башкортостан от 30.05.2007 г № 424-З «Об изменениях в административно-территориальном устройстве Республики Башкортостан и преобразовании отдельных муниципальных образований».

## Население
| 2002 | 2009 | 2010 |
| ---- | ---- | ---- |
| 258  | ↘243 | ↘204 |

Согласно переписи 2002 года, преобладающие национальности — башкиры (57 %), татары (40 %).

## Инфраструктура
Личное подсобное хозяйство с зоной сельскохозяйственного использования, индивидуальная застройка усадебного типа.
Школа.

## Транспорт
Сакатово доступно по автодороге регионального значения «Белебей — Николаевка — Туймазы — Бакалы» (идентификационный номер 80 ОП РЗ 80К-002). Остановка общественного транспорта «Сакатово».

## Религия
В деревне есть мечеть.